# توطئه‌آمیز: آخرین کلید
توطئه‌آمیز: آخرین کلید (به انگلیسی: Insidious: The Last Key) یک فیلم فراطبیعی ترسناک آمریکایی به کارگردانی آدام روبیتل است که به عنوان چهارمین قسمت از سری فیلم‌های توطئه‌آمیز به‌شمار می‌رود. این فیلم در تاریخ ۵ ژانویه ۲۰۱۸ اکران شد. داستان فیلم در مورد دکتر الیس رنیر است که به دنبال ترسناک‌ترین و خصوصی‌ترین شکارش است.